# Sozypater
Sozypater – imię męskie pochodzenia greckiego, złożone z członów σως (sos) – „bezpieczny” i πατηρ (pater) – „ojciec”. Wśród świętych – biskup Sozypar z I wieku.
Sozypater imieniny obchodzi 23 czerwca.